# Cyclife France
Cyclife France (jusqu'en 2019 SOCODEI, acronyme de Société pour le conditionnement des déchets et des effluents industriels) est une société spécialisée dans le traitement et le conditionnement des déchets et des effluents radioactifs de faible et très faible activité et dans le démantèlement d'installations nucléaires. 
Créée en 1990 par Cogema et Électricité de France, elle est depuis 2010 une filiale à 100 % d'EDF,. Pour harmonisation de la marque, SOCODEI change de nom pour « Cyclife France » en juin 2019, après le rattachement des entités de Cyclife UK, Cyclife Sweden et Socodei à la plateforme industrielle européenne Cyclife créée par EDF en 2016,.
Cyclife France traite des déchets radioactifs à l’usine de Centraco mais intervient également directement sur les sites de producteurs pour les déchets non transportables. Les déchets traités peuvent provenir de divers producteurs tels que l’industrie nucléaire, les hôpitaux ou les centres de recherche. Cela peut être des métaux, des déchets combustibles ou même des effluents.

## L'unité incinération
Les déchets reçus pour traitement par incinération sont des déchets de très faible activité (TFA) et des déchets de faible activité (FA). Ceux-ci sont les déchets incinérables suivants :
- Déchets Solides Incinérables (DSI) : tenues portées par le personnel intervenant dans les installations nucléaires (gants, combinaisons…). Déchets combustibles issus de l’exploitation et de la maintenance (emballages, vinyles, chiffons…), ainsi que des déchets d’hôpitaux et de laboratoires utilisant des produits radioactifs,
- Déchets Liquides Incinérables (DLI) : effluents liquides (solutions de lavage, huiles, solvants), résines et boues provenant des installations nucléaires, ainsi que des déchets d’hôpitaux et de laboratoires utilisant des produits radioactifs.

L’incinérateur est un four statique à trois chambres de combustion, comparable à un incinérateur utilisé dans l’industrie classique. Sa conception a été adaptée aux exigences des installations nucléaires, notamment en matière de confinement de la radioactivité (mise en dépression par rapport au local dans un bâtiment lui-même en dépression). Il est conçu pour traiter 5 000 tonnes de déchets par an.

## L'unité Fusion
Les déchets reçus sont des Déchets Métalliques (DM) TFA et FA : structures métalliques, vannes, pompes, outils en inox, acier et métaux non ferreux issus des opérations de maintenance et de démantèlement des installations nucléaires. Les déchets  métalliques (DM) sont triés et préparés (tri, découpe, mise au gabarit…), puis fondus dans un four électrique à induction à 1 600 °C.
Le four est conçu pour traiter 3 500 tonnes par an. Selon les caractéristiques physico-chimiques des déchets métalliques, deux utilisations ou exutoires sont possibles :
- Les déchets, qui correspondent à des critères métallurgiques précis, sont utilisés pour la fabrication de Protections Radiologiques Intégrées (PRI) entrant dans le conditionnement d’autres déchets de moyenne activité. Cette valorisation est destinée uniquement à l’industrie nucléaire qui bénéficie des contrôles permettant une traçabilité des produits utilisés. Pour ce faire, le métal fondu est introduit dans la centrifugeuse qui produit un tube, par rotation. Ce tube ensuite est scié puis muni d’un fond, d’une bride, d’un couvercle et d’un système de malaxage. Il est ensuite incorporé dans une coque béton,
- Les déchets qui ne sont pas valorisables sont coulés dans une chemise métallique sous forme de lingots qui sont expédiés, en tant que déchets ultimes, aux centres de stockage en surface de l’Agence nationale pour la gestion des déchets radioactifs (ANDRA). Le volume des déchets est notablement réduit avec les lingots.

Les déchets conditionnés sont ensuite pris en charge et stockés par l'ANDRA sur le site du centre de stockage de l'Aube.

## Explosion accidentelle à l’usine de Centraco
Cette société exploite la fonderie de l'usine Centraco à Codolet sur le site nucléaire de Marcoule (Gard).
Le 12 septembre 2011, une explosion survient  dans le four de fusion destiné à fondre les déchets radioactifs métalliques de faible et très faible activité. Elle a causé la mort d'un salarié, et blessé quatre autres personnes dont une gravement.
Le 2 avril 2013, la Socodei (ancien nom de Cyclife France) est « reconnue coupable d’exploitation d’une installation nucléaire de base en violation des prescriptions techniques ».
La société Socodei est ensuite mise en examen pour homicide et blessures involontaires, puis condamnée en mars 2018,.